# Jamie Wyeth
Jamie Wyeth (Wilmington, 1946. július 6. –) amerikai realista festő, Andrew Wyeth fia, N.C. Wyeth unokája, James Browning Wyeth rokona.
Jamie Wyeth művészeti gyakorlatait 12 évesen nagynénjével, Carolyn Wyeth-szel kezdte, majd később apja, Andrew Wyeth irányította. Műveiből az első nagyobb kiállítást 20 éves korában rendezték.
Művei a Brandywine Creek völgyében fekvő Saint George tájait, állatait, embereit ábrázolja. Olyan híres emberek arcképeit festette meg, mint Andy Warhol, Rudolf Hametovics Nurejev és halála után John Fitzgerald Kennedy.
Műveit a Brandywine River Museum, a Farnsworth Art Museum és a Fine Arts Museums of San Fransisco állítja ki.

## Kalounna Frogtownban
A Kalounna Frogtownban Wyeth egyik híres képe, amit 1986-ban fejezett be. Jelenleg a Kalounna Frogtownban kiállításán látható.
A frogtown hivatkozás a művésznő lakóhelyéhez közel fekvő egyik városra, Chadss Frodra.